# Fasham
Fasham (persiska: فشم, فَشَند, فَچَم, پَشَم) är en ort i Iran.   Den ligger i provinsen Teheran, i den norra delen av landet, 28 km norr om huvudstaden Teheran. Fasham ligger 1 959 meter över havet och antalet invånare är 6 895.
Terrängen runt Fasham är bergig västerut, men österut är den kuperad. Fasham ligger nere i en dal. Runt Fasham är det glesbefolkat, med 19 invånare per kvadratkilometer. Fasham är det största samhället i trakten. Trakten runt Fasham består i huvudsak av gräsmarker.